# Attaque de Taoussa
Guerre du Mali
Batailles
L'attaque de Taoussa a lieu le 4 octobre 2023 lors de la guerre du Mali.

## Déroulement
Le 4 octobre 2023, les rebelles de la Coordination des mouvements de l'Azawad (CMA) attaquent le camp militaire de Taoussa, entre Bamba et Bourem,. L'attaque est revendiquée par le Cadre stratégique permanent (CSP) qui affirme avoir pris le camp.

## Pertes
Le 5 octobre, le CSP annonce un bilan de neuf militaires maliens tués, deux faits prisonniers, ainsi que 13 véhicules incendiés et 12 capturés. Le CSP indique également que les pertes de ses combattants sont d'un mort et quatre blessés.